# Вулкан Макушина
Вулкан Макушина (англ. Makushin Volcano) або Макушкінська сопка — діючий вулкан на Алясці, США, розташований на острові Уналашка, Алеутські острови.
При висоті 2036 м вулкан є найвищою точкою на острові. Крім того, він є одним з найактивніших на Алеутських островах.

## Активність
Є чимало зареєстрованих вивержень цього вулкана протягом XIX і XX століть, а також кілька повідомлень про вулканічну діяльність у цьому районі протягом XVIII століття. Останнє виверження сталося у 1995 році.